# Giulio Strozzi (ambasciatore)

Stemma degli Strozzi

Giulio Strozzi (Mantova, ... – post 1601) è stato un ambasciatore e militare italiano.

## Biografia
Era figlio di Lodovico, del ramo di Mantova degli Strozzi, e di Maria Strozzi di Ferrara.
Fu ambasciatore del duca di Mantova Guglielmo Gonzaga nel 1577 presso l'imperatore Rodolfo II d'Asburgo. Nel 1590 il duca Vincenzo I Gonzaga gli conferì il titolo di conte con investitura di un feudo nel Monferrato. Nel 1593 venne inviato dal Gonzaga come ambasciatore alla corte di Madrid per ringraziare il re di avere tenuto a battestimo la figlia Margherita. Nel 1595 partecipò alla spedizione in Ungheria contro i Turchi col duca Vincenzo I. 
Nel 1601 venne eletto governatore e capitano generale dell'esercito del Monferrato.